# El marqués de Bradomín. Coloquios románticos
El marqués de Bradomín. Coloquios románticos es una obra de teatro, escrita por Ramón María del Valle-Inclán y estrenada en 1906.

## Argumento
Se trata de una adaptación parcial de su novela Sonata de otoño, publicada cinco años antes y recrea las peripecias del marqués de Bradomín, personaje valleinclanesco que representa a un aristócrata y mujeriego, inspirado en el general carlista Carlos Calderón.

## Estreno
En el Teatro de la Princesa de Madrid el 25 de enero de 1906. El elenco estuvo encabezado por Francisco García Ortega, Matilde Moreno y la que más tarde se convertiría en esposa del autor, Josefina Blanco.